# Tripy Makonda
Tripy Makonda (Ivry-sur-Seine, Francia, 24 de enero de 1990) es un futbolista francés. Juega de defensa y su actual equipo es el F. C. R. M. Hamm Benfica de la División Nacional de Luxemburgo.

## Selección nacional
Ha sido internacional con las selecciones sub-19, sub-20 y sub-21 de Francia.

## Clubes
| Club                       | País       | Año       |
| -------------------------- | ---------- | --------- |
| Paris Saint Germain        | Francia    | 2008-2011 |
| Stade Brestois 29          | Francia    | 2011-2015 |
| Académica de Coimbra       | Portugal   | 2015-2017 |
| A. S. Poissy               | Francia    | 2018-2019 |
| F. C. Blue Boys Muhlenbach | Luxemburgo | 2019-2020 |
| F. C. R. M. Hamm Benfica   | Luxemburgo | 2020-     |